# Милош Милоевич
Милош Ст. Милоевич (на сръбски: Милош Милојевић или Miloš Milojević) е сръбски политик, историк и книжовник. Той е един от идеолозите на сръбската пропаганда в Македония и на сръбския експанзионизъм на Балканите като цяло.

## Биография
Роден е в 1840 г. в село Църна бара в семейството на свещеник. Завършва основно училище в своето село и гимназия в Белград. След като прекарва две години в белградски лицей, учейки право (1859-1862). Оглавява създаването на националистическото дружество „Просветен одбор“ в Белград в 1860-те години. През 1860 година Сръбското научно дружество отказва да му отпусне стипендия за труд, в който да пропагандира „сръбския“ характер на Македония, но за сметка на това финансира издаването на Верковичите народни песни от Македония със заглавието „български“. Отива в Москва, където следва три години в Историко-философския отдел на Философския факултет при Московския университет.
Когато се връща в Сърбия, постъпва на служба в съда, а по-късно става преподавател и директор на гимназии във Валево, Белград и Лесковац. По време на сръбско-турските войни, 1876 и 1878 г., предвожда ибърските доброволци.
Пътува много из Косово, Поморавието и Македония с цел опознаване на тези краища и предвид на сръбската пропаганда сред населението им. На тази кауза се посвещава с пълна жертвоготовност.
В 1873 г. Милоевич с помощта на Коста Шуменкович издава историко-етнографска карта на сръбските земи. Първоначалният ѝ вариант е претърпял редица издания през годините допреди разпадане на Югославия. Картата в съчетание и взаимодействие с идеологията на Великосръбската доктрина е имала значимо влияние върху формирането на сръбско (югославско) национално самосъзнание в редица поколения сръбски (югославски) ученици в продължение на повече от век.
По време на Руско-турската война заедно с Тодор Станкович, архимандрит Сава Дечанац, Аксентие Хаджиарсич, Коста Шуменкович, Деспот Баджович и Глигорие Чемерикич е в таен комитет в Ниш, който има за цел подпомагане на настъплението на сръбските войски и завладяване на територии в Поморавието, Македония и днешна Западна България.
В 1886 година е сред основателите на дружеството „Свети Сава“, което има за цел да пропагандира сърбизма в Македония.